# Отверженные (телесериал, 2018)
«Отверженные» (фр. Les Misérables) — британский шестисерийный телесериал, основанный на одноимённом романе Виктора Гюго. Сценарий написан Эндрю Дэвисом, а режиссёром всех серий является Том Шенклэнд. Главные роли исполнили Доминик Уэст, Дэвид Ойелоуо и Лили Коллинз.
Сериал основан на романе и не содержит песни из мюзикла.

## В ролях
- Доминик Уэст — Жан Вальжан
- Дэвид Ойелоуо — инспектор Жавер
- Лили Коллинз — Фантина
- Адиль Ахтар — месье Тенардье
- Оливия Колман — мадам Тенардье
- Эрин Келлиман — Эпонина
- Элли Бамбер — Козетта
- Джош О’Коннор — Мариус Понмерси
- Джозеф Куинн — Анжольрас
- Турло Конвери — Грантэр

## Производство
Изначально The Weinstein Company должна была сопродюсировать сериал и стать дистрибьютером в США и Канаде. Сотрудничество со студией было прервано после обвинения Харви Вайнштейна в сексуальных домогательствах.
Съёмки сериала начались в феврале 2018 года в Бельгии и Северной Франции.

## Награды и номинации
- Шанхайский международный телефестиваль — лучший фильм на ТВ или мини-сериал (номинация)